# EXILE HIRO
EXILE HIRO（エグザイル ヒロ、1969年6月1日 - ）は、日本のプロデューサー、元ダンサー。EXILEのメンバー、LDH JAPANの創業者、代表取締役会長兼社長CEO兼CCO。
広島県竹原市出生、神奈川県横浜市磯子区出身。身長174cm。血液型はAB型。妻は女優の上戸彩。

## 略歴
広島県竹原市で生まれ、幼稚園に通う頃から神奈川県横浜市磯子区で暮らす。横浜市立上中里小学校、横浜市立浜中学校、横浜市立金沢高等学校を卒業。高校時代、客として出入りしていたレンタルレコード店で当時大学生の松浦勝人がアルバイトをしており、店の会員証を作る際に高校の先輩にあたることが判明し親しくなった。
10代の頃から横浜のディスコマハラジャで働き、19歳の時に六本木スクエアビルにあるCIRCUSのオープニングスタッフを務めた。仕事の傍らダンスをしていたことから、店の宣伝としてテレビに映ってこいと頼まれ、1989年、20歳の時にテレビ朝日のダンス番組『DADA L.M.D.』のダンスコンテストに参加。これを機に番組発のダンスチームLMDの一員となった。
1990年、LMD改めZOOとしてデビュー。
1991年、ダンスチームJapanese Soul Brothersを結成。
1995年12月、ZOOが解散。解散後はZOOのメンバーの中で『DREAMS COME TRUE WONDERLAND』のバックダンサーを務めていたメンバーとLUV DELUXEを結成するも短期間で解散。
1999年、J Soul Brothersとして始動。並行してエイベックスでダンス講師をしていた。
2001年9月27日、J Soul Brothers改めEXILEとして始動。
2013年4月3日、年内をもってパフォーマーとしての活動は引退し、プロデュース業に専念することを発表。同年12月31日の『第64回NHK紅白歌合戦』がパフォーマーとして最後の活動となった。
2014年、PKCZ®を結成。

### 事業
2002年10月17日、EXILEメンバーで資金を出し合い、自身が代表取締役社長を務める芸能事務所エグザイルエンタテイメントを設立。会社を作りたいという思いは全くなかったが、やりたいことがあったため紙に書き出して周囲に見せていたところ、それを実現するには自分たちで会社を作るしかないと松浦から言われ、会社設立に至った。
2003年9月18日、上記の会社と友人の会社を合併し、自身が代表取締役社長を務める芸能事務所LDHを設立。
2017年1月、LDHの代表取締役会長およびLDH WORLDのCCOに就任。LDHの代表取締役社長は退任した。
2023年10月1日、LDHの代表取締役社長に復帰。会長と兼務する。

## 人物
- 中学まで野球をしていた[10]。
- かつては喫煙者だったが、禁煙に成功して一切吸わなくなった[22]。
- 1999年にJ Soul Brothersとしてデビューしたが、グループの活動と並行してエイベックスでダンス講師をしており[14]、まだデビューする前の当時高校生だった倖田來未のダンスレッスンをしていた[23]。EXILEとしてデビューした翌年の2002年には当時新人だったdreamのダンスレッスンをしていた[14]。
- 2014年4月17日、天皇・皇后主催の「春の園遊会」に出席した[24]。同年10月6日、千家家と親交があったことから千家国麿と千家典子の結婚披露宴に招かれ出席した[25]。

### 家族
- 2012年9月14日に女優の上戸彩と結婚。上戸の27歳の誕生日に結婚した[26]。HIROの知人が、上戸の在籍するグループZ-1のダンス講師をしていたことを機に知り合い、長年友人関係にあった[27]。2010年夏頃から[27]2年の交際期間を経て結婚に至った[26]。EXILEのメンバーの中では初の既婚者となった[28]。
- 2015年8月に第1子女児[29]、2019年7月に第2子男児[30]、2023年6月に第3子男児が誕生した[31]。

## プロデュース

### アーティスト
- EXILE
- J Soul Brothers（二代目）
- 三代目 J SOUL BROTHERS from EXILE TRIBE
- E-girls
- GENERATIONS from EXILE TRIBE
- SAMURIZE from EXILE TRIBE
- THE RAMPAGE from EXILE TRIBE
- PKCZ®
- FANTASTICS from EXILE TRIBE
- BALLISTIK BOYZ from EXILE TRIBE [32]

### 番組
- 週刊EXILE

### 漫画
- エグザムライ戦国
- エグザムライ戦国G

### アニメ
- エグザムライ
- KICK&SLIDE[33]

### 雑誌
- 月刊EXILE

### 書籍
- THE ROAD TO EXILE TRIBE TOWER OF WISH（2015年8月28日、LDH） ISBN 978-4908200045[34]

### 映画
- 映画『たたら侍』[35]
- 短編映画『CINEMA FIGHTERS』[36]
  - ウタモノガタリ-CINEMA FIGHTERS project-
- 映画『MY (K)NIGHT マイ・ナイト』[37]

### その他
- 総合エンタテインメントプロジェクト『HiGH&LOW』[38]
- ストリートダンスコンテスト DANCE CUP（2014年 - ）
- 2020年の東京オリンピックに向けて組織委員会に助言を行う「文化・教育委員会」のメンバー[39]
  - 東京2020オリンピック聖火リレー 聖火引継式東京2020文化パート監督[40]
- 総合エンタテインメントプロジェクト『PRINCE OF LEGEND』
- 株式会社Dリーグ チーフクリエイティブアドバイザー[41]

## 作品

### 書籍
- Bボーイサラリーマン（2005年、幻冬舎）ISBN 978-4344007321
- ビビリ（2014年、幻冬舎）ISBN 978-4344025905
- Hiro in Exile: The Creation of a J-Pop Empire (英語) （2018年、Rizzoli）ISBN 978-0847861613

### 映像作品
- ZOO→JSB→EXILE（2005年）

### 作曲
| 発売日        | 曲名            | 収録作品                     |
| ------------- | --------------- | ---------------------------- |
| 2002年3月6日  | J Soul Brothers | EXILE『our style』           |
| 2002年3月6日  | MAX TRIBE       | EXILE『our style』           |
| 2002年3月6日  | SILVER COCKPIT  | EXILE『our style』           |
| 2003年2月13日 | ESCAPE          | EXILE『Styles Of Beyond』    |
| 2003年2月13日 | S・O・B         | EXILE『Styles Of Beyond』    |
| 2003年12月3日 | EXILE COME      | EXILE『EXILE ENTERTAINMENT』 |
| 2003年12月3日 | ROAD-RUNNER     | EXILE『EXILE ENTERTAINMENT』 |

## 出演

### テレビ
- 新・東京百景（2005年 - 2008年、TOKYO MX）
- 〜夢のオーディションバラエティー〜Dreamer Z（2021年10月 - 2023年3月 、テレビ東京）

### ラジオ
- EXILE BEAT ROOM（2003年10月 - 2004年3月、ニッポン放送）
- OH! MY RADIO（2005年4月 - 9月、J-WAVE）

### CM
- 明治「Fran」（2009年9月）
- 読売新聞「リアルのチカラ」（2010年1月）[42]
- TOYOTA「WISH」（2010年・2011年[43]）
- ACジャパン「日本の力を、信じてる。」（2011年4月）[44]
- ロート製薬「ロートジー」（2011年）[43]
- キリンビバレッジ「キリンレモン」（2011年）[43]
- 富士通
  - 「ARROWS」（2011年9月 - 2013年）[45][46]
  - 「FMV」（2012年）
- サントリー「ザ・モルツ」（2015年 - 2016年）[47][48]

## 受賞
- MTV VMAJ 2014 特別功労賞（2014年）
- 文化庁長官表彰（2015年）[49]